# Bayan-Agt
Bayan-Agt (tiếng Mông Cổ: Баян-Агт) là một sum của tỉnh Bulgan ở miền bắc Mông Cổ. Vào năm 2009, dân số của sum là 3.048 người.

## Địa lý
Sum có diện tích khoảng 2.400 km2. Trung tâm sum, Sharga, nằm cách tỉnh lỵ Bulgan 150 km và thủ đô Ulaanbaatar 468 km.

### Khí hậu
Bayan-Agt có khí hậu bán khô hạn. Nhiệt độ trung bình hàng năm ở khu vực này là 3 °C. Tháng ấm nhất là tháng 7, khi nhiệt độ trung bình là 24 °C và lạnh nhất là tháng 1, với -20 °C. Lượng mưa trung bình hàng năm là 390 mm. Tháng nhiều mưa nhất là tháng 8, với lượng mưa trung bình 111 mm và khô nhất là tháng 2, với lượng mưa 1 mm.

## Kinh tế
Sum phát triển ngành dịch vụ, có một trường học, bệnh viện, trung tâm thương mại và nhà văn hóa.